# Acraea commixta
Acraea commixta är en fjärilsart som beskrevs av Edward Bagnall Poulton 1912. Acraea commixta ingår i släktet Acraea och familjen praktfjärilar. Inga underarter finns listade i Catalogue of Life.